# Elmapınar, Mecitözü
Elmapınar là một xã thuộc huyện Mecitözü, tỉnh Çorum, Thổ Nhĩ Kỳ. Dân số thời điểm năm 2010 là 275 người.